# Copa Intertoto 1963-64
La Copa Intertoto 1963-64 fue la tercera edición del torneo de fútbol a nivel de clubes de Europa.
En esta edición se expandió la cantidad de equipos a 48, incluyendo la aparición por primera vez de equipos de Bélgica, y añadiendo una ronda entre la fase de grupos y los cuartos de final.
El Slovnaft Bratislava retuvo su título de la edición anterior tras vencer en la final al Polonia Bytom para coronarse campeón por segunda vez.

## Fase de grupos
En esta edición los 48 equipos fueron divididos en 12 grupos de 4 equipos según su ubicación geográfica. En la zona A se ubicaron los equipos de Francia, Bélgica, Italia y Suiza; en la zona B colocaron a los clubes de Austria, Países Bajos, Suecia y Alemania Occidental; y en la zona C a los representantes de Checoslovaquia, Alemania Oriental, Yugoslavia y Polonia. Los 12 ganadores de clubo clasificarían a la siguiente ronda.

### Grupo A1
| Club           | G | E | P | GF | GC | Pts. |
| -------------- | - | - | - | -- | -- | ---- |
| Standard Liège | 2 | 3 | 1 | 8  | 8  | 7    |
| Fiorentina     | 2 | 2 | 2 | 8  | 9  | 6    |
| Sedan          | 2 | 2 | 2 | 12 | 16 | 6    |
| Zürich         | 1 | 3 | 2 | 11 | 6  | 5    |

|     | STA | FIO | SED | ZUR |
| --- | --- | --- | --- | --- |
| STA |     | 1-1 | 1-3 | 1-0 |
| FIO | 0-1 |     | 5-4 | 1-0 |
| SED | 2-2 | 2-0 |     | 1-1 |
| ZUR | 2-2 | 1-1 | 7-0 |     |

### Grupo A2
| Club            | G | E | P | GF | GC | Pts. |
| --------------- | - | - | - | -- | -- | ---- |
| Sampdoria       | 4 | 1 | 1 | 13 | 3  | 9    |
| Nîmes           | 4 | 1 | 1 | 13 | 7  | 9    |
| Royal Antwerp   | 2 | 0 | 4 | 9  | 14 | 4    |
| Lausanne Sports | 1 | 0 | 5 | 5  | 16 | 2    |

|     | SAM | NIM | ANT | LAU |
| --- | --- | --- | --- | --- |
| SAM |     | 0-2 | 5-0 | 5-0 |
| NIM | 1-1 |     | 3-2 | 5-1 |
| ANT | 0-1 | 3-1 |     | 2-0 |
| LAU | 0-1 | 0-1 | 4-2 |     |

### Grupo A3
| Club        | G | E | P | GF | GC | Pts. |
| ----------- | - | - | - | -- | -- | ---- |
| Modena      | 3 | 2 | 1 | 8  | 6  | 8    |
| La Gantoise | 2 | 3 | 1 | 10 | 9  | 7    |
| Toulouse    | 3 | 0 | 3 | 14 | 10 | 6    |
| Young Boys  | 1 | 1 | 4 | 7  | 14 | 3    |

|     | MOD | GEN | TOU | YOU |
| --- | --- | --- | --- | --- |
| MOD |     | 1-1 | 2-0 | 3-1 |
| GEN | 0-0 |     | 2-1 | 2-0 |
| TOU | 3-0 | 5-3 |     | 3-0 |
| YOU | 1-2 | 2-2 | 3-2 |     |

### Grupo A4
| Club              | G | E | P | GF | GC | Pts. |
| ----------------- | - | - | - | -- | -- | ---- |
| Rouen             | 4 | 0 | 2 | 18 | 13 | 8    |
| Venezia           | 3 | 1 | 2 | 10 | 7  | 7    |
| Lierse            | 3 | 1 | 2 | 7  | 8  | 7    |
| La Chaux-de-Fonds | 0 | 2 | 4 | 11 | 18 | 2    |

|     | ROU | VEN | LIE | LCF |
| --- | --- | --- | --- | --- |
| ROU |     | 2-1 | 2-0 | 4-3 |
| VEN | 3-1 |     | 2-0 | 2-1 |
| LIE | 3-2 | 1-0 |     | 2-1 |
| LCF | 3-7 | 2-2 | 1-1 |     |

### Grupo B1
| Club         | G | E | P | GF | GC | Pts. |
| ------------ | - | - | - | -- | -- | ---- |
| Rapid Vienna | 5 | 0 | 1 | 17 | 6  | 10   |
| PSV          | 4 | 0 | 2 | 11 | 10 | 8    |
| Neumünster   | 2 | 0 | 4 | 9  | 14 | 4    |
| Djurgården   | 1 | 0 | 5 | 6  | 13 | 2    |

|     | RAP | PSV | NEU | DJU |
| --- | --- | --- | --- | --- |
| RAP |     | 5-2 | 4-1 | 3-1 |
| PSV | 1-2 |     | 4-3 | 2-0 |
| NEU | 1-0 | 0-1 |     | 2-1 |
| DJU | 0-3 | 0-1 | 4-2 |     |

### Grupo B2
| Club             | G | E | P | GF | GC | Pts. |
| ---------------- | - | - | - | -- | -- | ---- |
| Bayern Munich    | 4 | 2 | 0 | 19 | 9  | 10   |
| First Vienna     | 3 | 1 | 2 | 14 | 11 | 7    |
| Sparta Rotterdam | 3 | 0 | 3 | 13 | 17 | 6    |
| Gothenburg       | 0 | 1 | 5 | 10 | 19 | 1    |

|     | BAY | FIR | SPA | GOT |
| --- | --- | --- | --- | --- |
| BAY |     | 2-1 | 6-0 | 2-2 |
| FIR | 2-2 |     | 4-1 | 1-0 |
| SPA | 1-2 | 5-1 |     | 2-1 |
| GOT | 3-5 | 1-5 | 3-4 |     |

### Grupo B3
| Club      | G | E | P | GF | GC | Pts. |
| --------- | - | - | - | -- | -- | ---- |
| Örgryte   | 3 | 2 | 1 | 14 | 10 | 8    |
| Wiener AC | 3 | 1 | 2 | 7  | 8  | 7    |
| Pirmasens | 3 | 0 | 3 | 19 | 11 | 6    |
| Enschede  | 1 | 1 | 4 | 5  | 16 | 3    |

|     | ÖRG | WAC | PIR | ENS |
| --- | --- | --- | --- | --- |
| ORG |     | 3-0 | 4-1 | 2-0 |
| WAC | 1-1 |     | 3-0 | 1-0 |
| PIR | 5-1 | 4-1 |     | 8-0 |
| ENS | 3-3 | 0-1 | 2-1 |     |

### Grupo B4
| Club              | G | E | P | GF | GC | Pts. |
| ----------------- | - | - | - | -- | -- | ---- |
| Norrköping        | 4 | 1 | 1 | 14 | 9  | 9    |
| Ajax              | 3 | 1 | 2 | 17 | 12 | 7    |
| Tasmania Berlin   | 1 | 3 | 2 | 11 | 16 | 5    |
| 1. Schwechater SC | 1 | 1 | 4 | 12 | 17 | 3    |

|     | NOR | AJA | TAS | SCH |
| --- | --- | --- | --- | --- |
| NOR |     | 1-4 | 3-0 | 4-1 |
| AJA | 0-1 |     | 5-1 | 4-2 |
| TAS | 3-3 | 2-2 |     | 4-2 |
| SCH | 1-2 | 5-2 | 1-1 |     |

### Grupo C1
| Club                | G | E | P | GF | GC | Pts. |
| ------------------- | - | - | - | -- | -- | ---- |
| Slovnaft Bratislava | 4 | 1 | 1 | 12 | 4  | 9    |
| Velež Mostar        | 3 | 1 | 2 | 9  | 12 | 7    |
| Zagłębie Sosnowiec  | 3 | 0 | 3 | 8  | 8  | 6    |
| Motor Jena          | 1 | 0 | 5 | 3  | 8  | 2    |

|     | SLO | VEL | ZAG | MOT |
| --- | --- | --- | --- | --- |
| SLO |     | 6-1 | 1-0 | 2-1 |
| VEL | 1-1 |     | 4-1 | 1-0 |
| ZAG | 1-0 | 4-1 |     | 2-0 |
| MOT | 0-2 | 0-1 | 2-0 |     |

### Grupo C2
| Club              | G | E | P | GF | GC | Pts. |
| ----------------- | - | - | - | -- | -- | ---- |
| Slovan Bratislava | 3 | 2 | 1 | 12 | 7  | 8    |
| Ruch Chorzów      | 3 | 1 | 2 | 12 | 8  | 7    |
| OFK Belgrade      | 2 | 2 | 2 | 7  | 12 | 6    |
| Empor Rostock     | 0 | 3 | 3 | 5  | 9  | 3    |

|     | SLO | RUC | OFK | EMO |
| --- | --- | --- | --- | --- |
| SLO |     | 4-1 | 4-0 | 1-1 |
| RUC | 3-0 |     | 3-0 | 3-1 |
| OFK | 2-2 | 2-1 |     | 2-1 |
| EMP | 0-1 | 1-1 | 1-1 |     |

### Grupo C3
| Club            | G | E | P | GF | GC | Pts. |
| --------------- | - | - | - | -- | -- | ---- |
| Polonia Bytom   | 2 | 3 | 1 | 17 | 10 | 7    |
| Estrella Roja   | 3 | 1 | 2 | 15 | 15 | 7    |
| Vorwärts Berlin | 1 | 3 | 2 | 10 | 9  | 5    |
| Jednota Trenčín | 2 | 1 | 3 | 7  | 15 | 5    |

|     | POL | ERB | VOR | JED |
| --- | --- | --- | --- | --- |
| POL |     | 6-1 | 2-2 | 2-2 |
| ERB | 4-3 |     | 2-1 | 5-1 |
| VOR | 1-1 | 2-2 |     | 3-0 |
| JED | 0-3 | 2-1 | 2-1 |     |

### Grupo C4
| Club         | G | E | P | GF | GC | Pts. |
| ------------ | - | - | - | -- | -- | ---- |
| Odra Opole   | 3 | 2 | 1 | 8  | 3  | 8    |
| SONP Kladno  | 3 | 1 | 2 | 7  | 8  | 7    |
| Hajduk Split | 3 | 0 | 3 | 7  | 8  | 6    |
| Zwickau      | 1 | 1 | 4 | 6  | 9  | 3    |

|     | ODR | KLA | HAJ | MOT |
| --- | --- | --- | --- | --- |
| ODR |     | 4-0 | 1-0 | 1-0 |
| KLA | 1-1 |     | 2-0 | 2-1 |
| HAJ | 1-0 | 1-2 |     | 2-1 |
| MOT | 1-1 | 1-0 | 2-3 |     |

## Primera Ronda
Los 2 mejores equipos perdedores avanzaron a la siguiente ronda, en este caso fueron Modena y Örgryte.
| Equipo 1            | Agr. | Equipo 2          | Ida | Vuelta |
| ------------------- | ---- | ----------------- | --- | ------ |
| Odra Opole          | 5–2  | Norrköping        | 3–2 | 2–0    |
| Rapid Vienna        | 0–3  | Standard Liège    | 0–1 | 0–2    |
| FC Bayern Munich    | 4–7  | Rouen             | 2–3 | 2–4    |
| Slovnaft Bratislava | 4–3  | Modena            | 4–1 | 0–2    |
| Örgryte             | 1–2  | Slovan Bratislava | 0–1 | 1–1    |
| Polonia Bytom       | 3–1  | Sampdoria         | 1–1 | 2–0    |

## Fase final

### Cuartos de final
| Equipo 1            | Agr. | Equipo 2          | Ida | Vuelta |
| ------------------- | ---- | ----------------- | --- | ------ |
| Odra Opole          | 1–11 | Slovan Bratislava | 1–1 | 0–0    |
| Rouen               | 6–3  | Standard Liège    | 3–0 | 3–3    |
| Polonia Bytom       | 10–3 | Örgryte           | 3–2 | 7–1    |
| Slovnaft Bratislava | 3–1  | Modena            | 2–1 | 1–0    |

1 El Odra Opole avanzó a las semifinales tras ganar un volado.

## Semifinales
| Equipo 1            | Agr. | Equipo 2   | Ida | Vuelta |
| ------------------- | ---- | ---------- | --- | ------ |
| Polonia Bytom       | 2–1  | Odra Opole | 2–1 | 0–0    |
| Slovnaft Bratislava | 7–2  | Rouen      | 5–0 | 2–2    |

## Final
Se jugó a un partido en Viena (sede neutral).
| Equipo 1            | Resultado | Equipo 2      |
| ------------------- | --------- | ------------- |
| Slovnaft Bratislava | 1–0       | Polonia Bytom |

## Campeón
|                                        |
| Bandera de Checoslovaquia              |
| Campeón Slovnaft Bratislava 2.º título |